# Préfecture de Tougué
La préfecture de Tougué est une subdivision administrative de la région de Labé, en Guinée. 
La ville de Tougué en est le chef-lieu actuel.

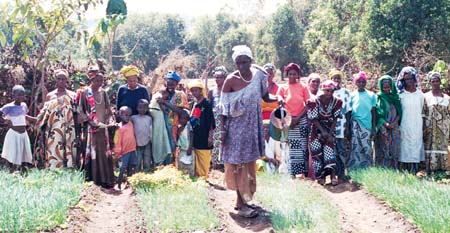
Producteurs d'oignons à Tougué, Guinée

## Population
En 2016, la préfecture comptait 132 917 habitants.

## Subdivision administrative
La préfecture de Tougué est subdivisée en dix (10) sous-préfectures: Tougué-Centre, Fatako, Fello Koundoua, Kansangui, Kolangui, Kollet, Konah, Kouratongo, Koïn et Tangaly.

## Tourisme
- Chute de Gonkon
- Calades de Sarekaly
- Grotte de Ganfata
- Grotte de Tangfaly à Baïkini
- Mosquée de Fogo